# Metopochetus tenuipes
Metopochetus tenuipes är en tvåvingeart som först beskrevs av Walker 1853.  Metopochetus tenuipes ingår i släktet Metopochetus och familjen skridflugor.
Artens utbredningsområde är Tasmanien. Inga underarter finns listade i Catalogue of Life.